# Margarita Wallmann
Margarita Wallmann (o Margarete Wallmann, Margarethe Wallmann) (Berlín, 1904 – Montecarlo, 1992) va ser una ballarina, coreògrafa, escenògrafa i directora escènica austríaca.
Es dedica a la música i la dansa des de la seva infantesa i fou alumna de les escoles de ballet de Viena i Múnic. Posteriorment va estudira dansa a Berlín amb Olga Preobrajenska. Als quinze anys va ser ballarina solista de l'òpera de Baviera, à Múnic, es donà a conèixer en una gira per Alemanya, Països Baixos i Suïssa, i es titulà a l'escola de Mary Wigman a Dresden, fins que el 1934 es va lesionar un maluc. En 1927 va fundar l'escola de dansa clàssica Tanzer-Kollectiv a Berlín i un any després viatjà a Nova York, on donà un cicle de conferències en centres universitaris. Al seu retorn a Europa reorganitzà la seva pròpia companyia, amb la que presentà les seves primeres creacions coreogràfiques a Berlín, Salzburg i Múnic; en aquesta última ciutat guanyà el primer premi del Concurs Internacional de Coreografia (1930).
També fou molt intensa la seva activitat en el Festival de Salzburg, com a directora d'òperes líriques (Orfeu i Eurídice de Gluck i Oberon de Weber. Col·laborà amb el cèlebre director Max Reinhardt a Salzburg i Berlín (Faust de Goethe i El gran teatre del món de Calderón de la Barca). Va ser directora i coreògrafa de l'Escola de Ball de l'Òpera de Viena (1933), coreògrafa del Covent Garden (1935) de La Scala (1936) i del "Maggio Musicale Fiorentino" (1937).
Durant la Segona Guerra Mundial, partir de 1937 va traslladar-se a Buenos Aires, on va continuar la seva carrera de directora escènica, treballant en el teatre Colón, tornant més tard a Europa i a partir d'aleshores va treballar sobretot a Alemanya, Itàlia i Argentina.
No hi ha hagut cap òpera de repertori u obra important de compositors del seu temps que no hagi estat dirigida per Margarethe Wallmann (R. Strauss, F. Poulenc, I. Pizzetti, M. de Falla. R. Rossellini, etc...). Al final de la seva vida i carrera va limitar la seva activitat al teatre líric i va abandonar quasi completament l'activitat coreogràfica.

## Autobiografia
Va ser una prolífica coreògrafa i directora d'òperes i ballets, arribant a dirigir-ne cent vint-i-set a La Scala de Milà, la majori interpretades per la ballarina Olga Amati.* Margherita Wallmann, Sous le ciel de l'opéra. Mémoires. Felin, 2004. ISBN 2-86645-562-2(francès)